# الأرض الجافة (لعبة فيديو)
الأرض الجافة (بالإنجليزية: Wasteland)‏ هي لعبة فيديو صدرت في 12 نوفمبر 2013، وهي متوفرة على أجهزة كومودور 64 وإم إس-دوس وويندوز وأو إس 10 وجنو/لينكس. اللعبة من تطوير إنتربلاي إنترتينمينت ومن نشر إلكترونيك آرتس.